# Unciaal 050

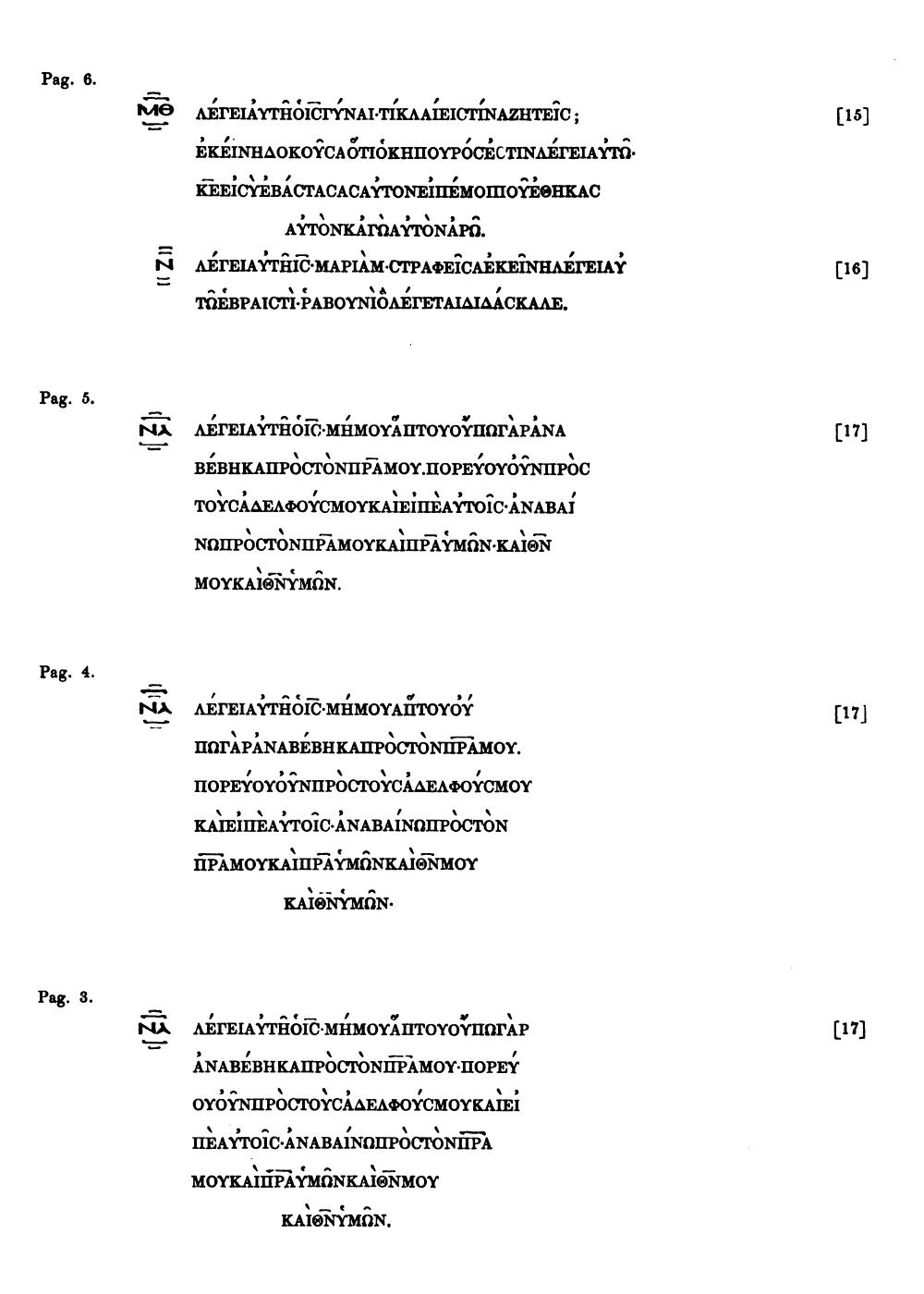

Unciaal 050 (Gregory-Aland no. 045, von Soden CL1) is een van de Bijbelse handschriften. Het dateert uit de 9e eeuw en is geschreven met hoofdletters (uncialen) op perkament.

## Beschrijving
Het bevat de tekst van de vier Evangeliën met tal van lacunes. De gehele Unciaal 050 bestaat uit 19 bladen (32,5 x 24 cm) en werd geschreven in een kolom per pagina, 5-9 regels per pagina, 17-24 letters per regel.

## Tekst
De Codex geeft de gemengde tekst weer. Kurt Aland plaatste de codex in Categorie III.
Johannes 20,10-13.15
ΑΠΗΛΘΟΝΟΥΝΠΑΛΙΝΠΡΟΣΕΑΥΤΟΥΣΟΙΜΑΘΗ
ΤΑΙ.ΜΑΡΙΑΜΔΕΙΣΤΗΚΕΙΠΡΟΣΤΟΜΝΗΜΕΙ
ΟΝΕΞΩΚΛΑΙΟΥΣΛ.ΩΣΟΥΝΕΚΛΑΙΕΝΠΑΡΕΚΥ
ΨΕΝΕΙΣΤΟΜΝΗΜΕΙΟΝ.ΚΑΙΘΕΩΡΕΙΔΥΟΑΓ
ΓΕΛΟΥΣΕΝΛΕΥΚΟΙΣΚΑΘΕΖΟΜΕΝΟΥΣΕΝΑ
ΠΡΟΣΤΗΚΕΦΑΛΗΚΑΙΕΝΑΠΡΟΣΤΟΙΣΠΟΣΙ
ΟΠΟΥΕΚΕΙΤΟΤΟΣΩΜΑΤΟΥΙΥ.ΚΑΙΛΕΓΟΥ
ΣΙΝΑΥΤΗΕΚΕΙΝΟΙ.ΓΥΝΑΙΤΙΚΛΑΙΕΙΣ;
ΛΕΓΕΙΑΥΤΟΙΣ.ΓΥΝΑΙΤΙΚΛΑΙΕΙΣ;
ΤΙΝΑΖΗΤΕΙΣ.ΕΚΕΙΝΗΔΟΚΟΥΣΑΟΤΙ
ΟΚΗΠΟΥΡΟΣΕΣΤΙΝΛΕΓΕΙΑΥΤΩ.ΚΕΕΙΣΥ
ΕΒΑΣΤΑΣΑΣΑΥΤΟΝΕΙΠΕΜΟΙΠΟΥΕΘΗΚΑΣ
ΑΥΤΟΝΚΑΓΩΑΥΤΟΑΡΩ.

## Geschiedenis
Het handschrift werd verzameld door Henry Bradshaw, Tischendorf, en Tregelles.
Het handschrift bevindt zich in de Εθνική Βιβλιοθήκη (1371) in Athene, Dionisiusklooster, (2(71)) in Athos, Nationaal Historisch Museum (V. 29, S. 119) in Moskou, en Christ Church (Wake 2,3) in Oxford.